# バーティー・ピーコック
バーティー・ピーコック（英語: Bertie Peacock, 1928年9月29日 - 2004年7月22日）は、北アイルランドのロンドンデリー県コールレーン出身のサッカー選手、サッカー指導者。元北アイルランド代表選手、同監督。1955年にはイギリス代表にも選出された。

## 来歴
1947年5月16日、生まれ故郷のクラブであるコールレーンの選手として、Connor Cup決勝の第2戦でプロデビューを果たした。チームは4-1でバリーメナ・ユナイテッドに勝利した。その後、グレントランへ移籍し、1949年にはセルティックへ移籍した。1957年、ハムデン・パークで行われたスコティッシュリーグカップ決勝でレンジャーズに7-1の記録的大差で勝利した試合で主将を務めた。セルティックでは450試合以上に出場し、スコティッシュリーグ・ディビジョンAとスコティッシュカップでも優勝を果たした。北アイルランド代表としても、中心選手として1958 FIFAワールドカップで準々決勝に進出したチームを支え、「小さな蟻」（The Little Ant）と呼ばれた。北アイルランド代表では31試合に出場し、2得点を記録した。
1961年、グリノック・モートンやブラックプールからのオファーを断り、選手兼監督としてセルティックからコールレーンへ移籍した。監督として1965年にアイリッシュカップ初優勝、1972年に2回目の優勝を果たし、1974年にはアイリッシュ・フットボールリーグ初優勝を果たした。選手としてはコールレーンで通算359試合31得点を記録した。1962年から1967年の間は北アイルランド代表監督も務め、1964年にジョージ・ベストとパット・ジェニングスを代表デビューさせた。コールレーン監督を退任後は長年に渡り、クラブの副会長を務めた。
過去にジョナサン・スペクターやポール・スコールズ、ウェイン・ルーニーなども参加したミルクカップの創設者の一人である。
1986年、大英帝国勲章（MBE）を受章した。
2004年7月22日（木曜日）、75歳で亡くなった。

## 所属クラブ
- コールレーン 1941-1948
- グレントラン 1948-1949
- セルティック 1949-1961
- コールレーン 1961-1971

## 監督歴
- コールレーン 1961-1974
- 北アイルランド代表 1961-1964